# جيل نورتن
جيل نورتن (بالإنجليزية: Gil Norton)‏ هو ملحن ومنتج أسطوانات بريطاني، ولد في القرن العشرين في ليفربول في المملكة المتحدة.

## وصلات خارجية
- جيل نورتون على موقع ميوزك برينز (الإنجليزية)
- جيل نورتون على موقع أول ميوزيك (الإنجليزية)
- جيل نورتون على موقع ديسكوغز (الإنجليزية)